# Apicia jaspidaria
Apicia jaspidaria là một loài bướm đêm trong họ Geometridae.